# Ellejávrrie
Ellejávrrie är en sjö i Arvidsjaurs kommun i Lappland och ingår i Byskeälvens huvudavrinningsområde. Sjön är 3,7 meter djup, har en yta på 0,186 kvadratkilometer och är belägen 340 meter över havet. Ellejávrrie ligger i Byskeälven Natura 2000-område.

## Delavrinningsområde
Ellejávrrie ingår i det delavrinningsområde (727775-167082) som SMHI kallar för Utloppet av Ellijaure. Medelhöjden är 387 meter över havet och ytan är 5,2 kvadratkilometer. Räknas de 2 avrinningsområdena uppströms in blir den ackumulerade arean 10,75 kvadratkilometer. Vattendraget som avvattnar avrinningsområdet har biflödesordning 4, vilket innebär att vattnet flödar genom totalt 4 vattendrag innan det når havet efter 132 kilometer. Avrinningsområdet består mestadels av skog (95 procent). Avrinningsområdet har 0,26 kvadratkilometer vattenytor vilket ger det en sjöprocent på 5,1 procent.